# Iwan Siemionow (generał major)
Iwan Pawłowicz Siemionow (ros. Иван Павлович Семёнов, ur. 1905 w Petersburgu, zm. 1972 w Leningradzie) – funkcjonariusz radzieckich organów bezpieczeństwa, generał major, szef Zarządu NKWD/NKGB/MSW Kraju Krasnojarskiego (1939-1947).

## Życiorys
W latach 1927–1929 uczeń szkoły w Kronsztadzie, od maja 1929 do grudnia 1934 służył w Armii Czerwonej, od 1929 członek WKP(b). 1934-1937 kierownik warsztatu Instytutu Fizyki Stosowanej przy Leningradzkim Uniwersytecie Państwowym, od grudnia 1937 do maja 1938 instruktor i zastępca kierownika wydziału kadr partyjnych rejonowego komitetu WKP(b) w Leningradzie, od maja do grudnia 1938 I sekretarz Komitetu Rejonowego WKP(b) w Leningradzie, od grudnia 1938 do stycznia 1939 słuchacz Centralnej Szkoły Głównego Zarządu Bezpieczeństwa Państwowego, po kursie mianowany kapitanem bezpieczeństwa państwowego. Od 17 stycznia 1939 do 26 lutego 1941 szef Zarządu NKWD Kraju Krasnojarskiego, od 26 lutego do 31 lipca 1941 szef Zarządu NKGB Kraju Krasnojarskiego, od 31 lipca 1941 do 14 lutego 1947 szef Zarządu NKWD/MSW Kraju Krasnojarskiego. Od 30 kwietnia 1940 major bezpieczeństwa państwowego, od 14 lutego 1943 pułkownik, od 29 marca 1945 komisarz bezpieczeństwa państwowego, a od 9 lipca 1945 generał major. Od 14 lutego 1947 do 19 sierpnia 1949 I zastępca szefa Głównego Zarządu Budownictwa Dalekiego Wschodu, od sierpnia 1949 do lutego 1951 zastępca szefa zarządu poprawczego obozu pracy MSW, od kwietnia 1951 do czerwca 1952 szef wydziału poprawczego obozu pracy i zastępca szefa Zarządu NKWD Obwodu Czelabińskiego, od czerwca 1952 do czerwca 1953 zastępca naczelnika łagru MSW w Norylsku ds. specjalnych kontyngentów, norylskiego kombinatu i górniczego łagru MSW, od czerwca 1953 do stycznia 1954 zastępca szefa Łagru Specjalnego nr 2 (Górniczego), następnie przeniesiony do rezerwy.

## Odznaczenia
- Order Czerwonego Sztandaru
- Order Czerwonego Sztandaru Pracy
- Order Czerwonej Gwiazdy (czterokrotnie, m.in. 4 lipca 1943 i 26 maja 1944)
- Order „Znak Honoru” (26 kwietnia 1940)
- Odznaka „Zasłużony Funkcjonariusz NKWD” (4 lutego 1942)

I 4 medale.